# (29536) 1998 BC12
A (29536) 1998 BC12 a Naprendszer kisbolygóövében található aszteroida. A LINEAR projekt keretében fedezték fel 1998. január 23-án.